# Чокубаев, Ашир
Ашир Чокубаев (кирг. Ашыр Чокубаев; 4 декабря 1947, Узген, Ошской области Киргизская ССР — 11 марта 2018) — киргизский и советский актёр театра и кино. Народный артист Кыргызской Республики (1994).

## Биография
Родился в семье актёров.
В 1972-1978 годах обучался на актёрском факультете Ташкентского театрально-художественного института им. А. Н. Островского (теперь Государственный институт искусств Узбекистана).
Выступал на сцене Киргизского драматического театра им. Т. Абдумомунова.
Снялся в около 30 кинофильмах.
В 1983 году был принят в члены Союза кинематографистов СССР.

## Фильмография
- 2015 — Аманат — Манаф Сейдоглу
- 2014 — Курманжан Датка. Королева гор — эмир Музаффар
- 2013 — Книга
- 2011 — Жизнь коротка
- 2010 — Земля обетованная — Мамеджагал
- 2006 — Райские птицы — Амир-ака
- 2006 — Кочевник — Султан
- 2003 — Каждый взойдет на Голгофу — «Бурят»
- 1996 — Жамбыл — Шобден
- 1994 — Жизнеописание юного аккордеониста — хозяин тира
- 1993 — Батыр Баян — Доржи
- 1991 — Воин — эпизод
- 1991 — Бегущая мишень
- 1990 — Очарованный странник  — Бакшей Отучев
- 1990 — Кто ты, Элли? — эпизод
- 1990 — Каменный плен
- 1990 — Гамлет из Сузака, или Мамайя Кэро
- 1990 — Восточный коридор, или Рэкет по...  — Хозяин
- 1989 — Нокдаун — Жанузак
- 1988 — Преследование
- 1986 — Верить и знать — Карабеков
- 1984 — Потомок белого барса — Касен
- 1984 — Песнь о любви — эпизод
- 1983 — Дом под луной
- 1982 — Орнамент
- 1979 —  Погоня в степи — Кудре, атаман
- 1975 — Дорога в Кара-Кийик — Калыков
- 1971 — Брат мой — Уазиркул
- 1968 — Дорога в Париж (короткометражный) — эпизод